# دودة بومبي

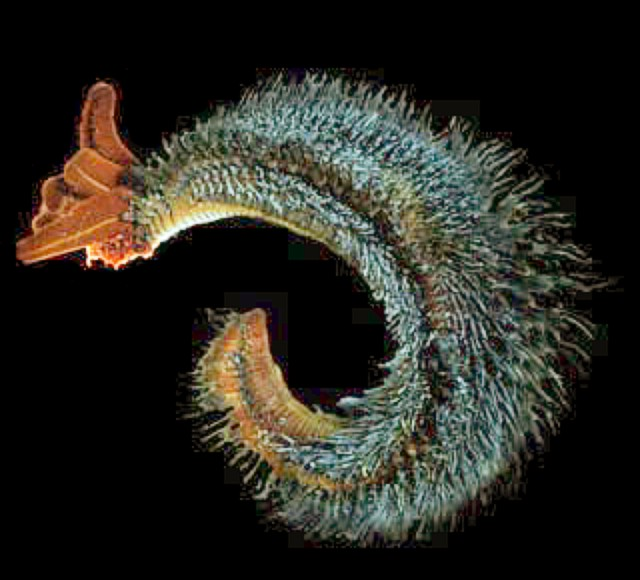
دودة بومبي من قيعان البحار ، وقد يصل طولها إلى 13 سنتيمتر.

دودة بومبي (بالإنجليزية: Pompeii worm) هي نوع من الديدان التي تعيش في قاع البحار وهي من نوع كثيرات الأشعار. ظروف معيشتها في قيعان البحار والمحيطات صعبة ووجدت بالقرب من الفوهات المائية الحرارية في المحيط الهادي في عام 1980 . هذه الديدات تستطيع العيش في درجات حرارة عالية وتحت ضغط عالي.

## مقدمة
في عام 1980 كان «دانيل ديبرويير» ومعه «لوسيان لوبيير» بعد عدة سنوات على اكتشاف أنظمة فوهات مائية حرارية توصلا لاكتشاف أحد الأحياء التي تستطيع تحمل الحرارة العالية، تلك هي دودة بومبي واسمها العلمي Alvinella pompejana.
وقد وصفها العالمان بأنها من نوع كثيرات الأشعار وانها تعيش بالقرب من الفوهات المائية الحرارية في قاع المحيط. ثم استطاع عالم أحياء البحار «كريك كاري» وزملاؤه العثور على نفس نوع تلك الدودة في منطقة أخرى من المحيط الهادي بالقرب من كوستاريكا في عام 1997، وكانت أيضا بالقرب من الفوهات المائية الحرارية. وتتابعت الأبحاث لمعرفة المزيد عن خصائص ذلك النوع الفريد من الديدان الذي يتحمل الحرارة العالية التي تصل غلى 80 درجة مئوية والضغوط العالية.
يمكن ان يصل طولها إلى 13 سنتيمتر ولونها رمادي فاتح ولها ما يشبه العرف على رأسها لونه أحمر. ومن العجيب أن ذيلها يتعلق أحيانا على جدران فوهات تصل درجة حرارتها 80 درجة مئوية بينما يكون رأسها في ماء تبلغ حرارته 22 درجة فقط. ويحاول العلماء فهم قدرتها هذه على تحمل تلك الدرجات الحرارية العالية وربما كان هناك دور في ذلك لبكتيريا معينة تعيش على جسم تلك الديدان.
تعيش دودة بومبي في تعايش مع، تفرز الديدان رحيق تتغذى عليه تلك البكتيريا، ومن ناحية أخرى فإن تجمعات البكتيريا على أجسام الديدان تمثل عازلا يحمي الديدان من الحرارة العالية. وقد اكتشف أيضا أن تلك البكتيريا تقوم بتمثيل غذائي كيميائي على الفوهات المائية الحرارية، وتشير البحوث إلى أن تلك البكتيريا تلهب دورا هاما في تغذية تلك الديدان.
تشبك ديدان بومبي نفسها بالمدخنات السوداء من جهة الذيل، كما وجد أنها تعيش وتنمو في درجات حرارة قريبة من 80 درجة مئوية، مما يجعلها من أكثر أحياء الأرض تحملا لدرجات الحرارة العالية، من بعد اكتشاف العلماء لأكثر الحيوانات في تحمل الحرارة، وهو نوع يسمى بطيئات المشية (أو دبة الماء) التي تستطيع تحمل درجات حرارة تصل إلى 150 درجة مئوية.

## طريقة معيشتها
تعيش ديدان بومبي في أنابيب رفيعة تتصل بالجدران الخارجية لفوهات المدخنات السوداء (فوهة مائية حرارية) عند درجات حرارة نحو 80 درجة مئوية (176;°F). يخرج من تلك الفوهات «دخان» يحوي كبريتيد الهيدروجين (سلفيد الهيدروجين) وهي مادة سامة ويكون في درجة حرارة عالية، كما أن ضغط الماء على تلك الأعماق كبير جدا. ويحتوي دخان المدخنات السوداء أيضا على حديد مذاب، يلتقط سلفيد الهيدروجين ويتفاعل معه منتجا سلفيد الحديد. وتستطيع دودة بومبي تحمل الكبريت من دون أن تصاب بتسمم أو ضرر. 
وقد تأقلمت ديدان بومبي على تحمل تلك الظروف المعيشية الصعبة في قاع البحار، وهي تنتمي إلى فئة الكائنات الحية المسماة أليف الظروف القاسية «إكستريموفيل».